# Rey Xi de Zhou
El Rey Xi de Zhou (?- 677 a. C.) (en chino, 周僖王; pinyin, Zhōu Xī Wáng) fue el decimosexto rey de la Dinastía Zhou de China, y el cuarto de la Dinastía Zhou Oriental. Su nombre personal era Huqi.
Fue el sucesor de su padre, el Rey Zhuang de Zhou, y fue sucedido por su hijo, el Rey Hui de Zhou.
Por esta tiempo, China se había disuelto en una multitud de estados, solo nominalmente sujetos a la autoridad del rey, que ya no era ni siquiera la figura más poderosa, puesto que ocupó el duque Huan de Qi.